# Monestier-de-Clermont
Monestier-de-Clermont è un comune francese di 1 248 abitanti situato nel dipartimento dell'Isère della regione dell'Alvernia-Rodano-Alpi.
Qui nel 1952 René Ramillon, ispirandosi al nome della località, fonda una fabbrica di articoli da montagna chiamandola Moncler.

## Società

### Evoluzione demografica
Abitanti censiti